# Monte San Martino
Monte San Martino is een gemeente in de Italiaanse provincie Macerata (regio Marche) en telt 821 inwoners (31-12-2004). De oppervlakte bedraagt 18,5 km², de bevolkingsdichtheid is 44 inwoners per km². Monte San Martino is gelegen op een rotspunt op 603 meter boven zeeniveau.

## Demografie
Monte San Martino telt ongeveer 270 huishoudens. Het aantal inwoners steeg in de periode 1991-2001 met 0,0% volgens cijfers uit de tienjaarlijkse volkstellingen van ISTAT.
| Jaar | Inwoneraantal |
| ---- | ------------- |
| 1991 | 820           |
| 2001 | 820           |

## Geografie
Monte San Martino grenst aan de volgende gemeenten: Amandola (AP), Montefalcone Appennino (AP), Penna San Giovanni, Santa Vittoria in Matenano (AP), Servigliano (AP), Smerillo (AP).

## Sport
Het dorp heeft sinds 1977 een amateurvoetbalteam (Monte San Martino ASD), dat speelt in de derde categorie.
Monte San Martino heeft ook een futsal team (ASD Athletic Molino).

## Scholen
In het dorp is er een kleuterschool, een basisschool en een middelbare school, de leerlingen van de drie scholen samen zijn iets meer dan honderd in aantal.
Acquacanina · Apiro · Appignano · Belforte del Chienti · Bolognola · Caldarola · Camerino · Camporotondo di Fiastrone · Castelraimondo · Castelsantangelo sul Nera · Cessapalombo · Cingoli · Civitanova Marche · Colmurano · Corridonia · Esanatoglia · Fiastra · Fiuminata · Gagliole · Gualdo · Loro Piceno · Macerata · Matelica · Mogliano · Monte Cavallo · Monte San Giusto · Monte San Martino · Montecassiano · Montecosaro · Montefano · Montelupone · Morrovalle · Muccia · Penna San Giovanni · Petriolo · Pieve Torina · Pioraco · Poggio San Vicino · Pollenza · Porto Recanati · Potenza Picena · Recanati · Ripe San Ginesio · San Ginesio · San Severino Marche · Sant'Angelo in Pontano · Sarnano · Sefro · Serrapetrona · Serravalle di Chienti · Tolentino · Treia · Urbisaglia · Ussita · Valfornace · Visso
1. ↑  https://demo.istat.it/?l=it.